# 于尚清
于尚清（1956年2月—2014年11月6日），男，汉族，中共党员。中国黑龙江省齐齐哈尔市公安局治安大队民警，2004年公安部“全国公安系统二级英雄模范”称号得主，2005年“全国先进工作者”称号得主，“拆弹英雄”。

## 生平
于尚清历任齐齐哈尔市公安局建华分局治安大队民警，齐齐哈尔市公安局防暴支队助理调研员，齐齐哈尔市公安局建华分局政治处副主任，齐齐哈尔市公安局特警支队副局级侦察员。
2003年9月1日9时43分，齐齐哈尔市公安局110指挥中心接警：萨拉伯尔酒店发现可疑定时爆炸装置。萨拉伯尔大酒店地处交通要道，当天正值第三届中国绿色食品博览会闭幕。负责排爆任务的治安大队危险品科李迎祥和建华公安分局治安大队民警于尚清，都是经验丰富的副团职转业军人。李迎祥和于尚清共成功拆除了10枚炸弹。23时29分，最后一枚安有反拆除装置的爆炸物突然爆炸。于尚清右手拇指被炸断，食指被炸飞，整个右手掌被炸裂，爆炸碎片崩入双眼晶体，身躯被炸伤100多处。李迎祥右侧面部及右上肢、右腿严重烧伤。经检查，于尚清左眼失明，右耳失聪，右腿已成残疾，身躯被炸伤100多处。
此后于尚清被聘为齐齐哈尔排爆队的顾问。然而其一直备受伤痛折磨，体内残留100多碎片无法取出，靠吃止疼片坚持工作十余年。
2004年，中华人民共和国公安部授予于尚清“全国公安战线二级英雄模范”称号。2005年，于尚清还被授予“全国先进工作者”称号。

## 逝世
2014年8月，因体内残留一百多块玻璃碎渣、长期服用止疼片出现呕血、便血症状，于尚清入住北京306医院治疗，之后出现肾衰竭症状，靠呼吸机和透析维持生命。2014年11月6日晚9点多，于尚清做完透析后情况还比较稳定，然而10点左右，于尚清的血压突然降为零。医院经过两次全力抢救，终于晚10时许宣告不治，享年58岁。
于尚清的儿子于嘉在父亲去世后写到：“2014年11月6日22时15分，父亲带着不舍离开了我，谢谢这些日子大伙的不离不弃，谢谢那些鼓励，在我生命里是一段永恒。”
于尚清逝世后次日（11月7日），中国公安部常务副部长杨焕宁，副部长黄明先后作出批示，要求相关部门安排好于尚清的后事，照顾好家属。追悼会于12日举行。

## 影视作品
- 《千钧。一发》，以于尚清事迹改编，高群书执导，马国伟主演